# Monogram Pictures

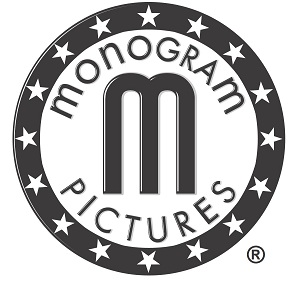
Monogram Logo

Monogram Pictures war ein US-amerikanisches Filmstudio, das zwischen den 1930er- und 1950er-Jahren zu den bekanntesten und langlebigsten Poverty-Row-Studios zählte. Als unabhängiges Filmstudio mit niedrigen Filmbudgets war Monogram vor allem auf B-Movies spezialisiert, meist Western, Abenteuerfilme, Kriminal- sowie Gangsterfilme. Nach fast 500 Filmen unter dem Namen Monogram erfolgte 1953 die Umbenennung in Allied Artists, woraufhin das Profil des Studios umgeändert und bis zu dessen Bankrott Ende der 1970er-Jahre auch hochkarätigere Filme produziert wurden.

## Monogram Pictures
Monogram entstand im Jahre 1932 aus einem Zusammenschluss der kleinen Filmproduktionsfirmen Sono Art-World Wide Pictures und Rayart Productions, die beide auf Billigproduktionen spezialisiert waren. Als Gründerväter des Filmstudios gelten die Produzenten W. Ray Johnston (1892–1966) und Trem Carr (1891–1946). Monogram gehörte zu den kleinen Poverty-Row-Studios, die mit ihren niedrigen Filmbudgets nicht mit großen Studios wie MGM oder Warner Bros. mithalten konnten. Die kleinen Monogram-Filme besaßen zumeist die Aufgabe, in den Kinosälen vor den Großproduktionen der A-Studios gezeigt zu werden. Mit diesen zwei Filmen war dann ein ganzer Kinoabend gefüllt.
Im Jahre 1935 fusionierte Monogram zusammen mit einigen anderen Filmstudios zu Republic Pictures unter Leitung des Produzenten Herbert Yates. Damit schien die Geschichte von Monogram bereits nach drei Jahren beendet. Doch die Monogram-Gründer Johnston und Carr kamen im neufusionierten Studio nicht mit dem Republic-Chef Yates zurecht. Daher reaktivierte Johnson sein Studio Monogram bereits nach kurzer Zeit wieder und verließ Republic Pictures damit. 1940 wurde Steve Broidy neuer Präsident von Monogram, er verblieb in dieser Position über Jahrzehnte.

### Filme bei Monogram
In der Anfangszeit produzierte Monogram hauptsächlich Western, häufig unter Regie von Robert N. Bradbury und mit dessen Sohn Bob Steele als Hauptdarsteller. Später wandte man sich neben dem Western auch Abenteuerfilmen, Krimis, Gangsterfilmen und sogar Dramen zu. Insgesamt war Monogram hauptsächlich auf „Spannungsfilme“ spezialisiert. Ein großer Erfolg war der Gangsterfilm Jagd auf Dillinger von 1945, der bei einem Budget von nur 65.000 US-Dollar über vier Millionen US-Dollar einspielte und Monogram eine Oscar-Nominierung für das Beste Originaldrehbuch einbrachte. Den einzigen Oscar gewann Monogram für den Kurzfilm Climbing the Matterhorn. Die meisten Filme hatten allerdings entsprechend ihrem niedrigen Budget nicht solch hohe Kinoeinnahmen und gerieten schnell in Vergessenheit. Heute sind die meisten Monogram-Filme nur noch einem kleinen Publikum bekannt, wenngleich die heutige Gemeinfreiheit vieler Monogram-Filme dazu geführt hat, dass sie heute auf Plattformen wie YouTube hochgeladen sind und sich ein neues Publikum erschließen können.
Zudem war Monogram auf viele Filmreihen wie The Cisco Kid, Joe Palooka, Mexican Spitfire und die East Side Kids (später: Bowery Boys) spezialisiert. Die sehr populäre Filmreihe Charlie Chan mit Sidney Toler in der Titelrolle wurde ebenfalls von Monogram fortgesetzt, nachdem das Originalstudio 20th Century Fox diese nicht weiter produzieren wollte.

### Stars bei Monogram
Monogram Studios konnte wegen seiner begrenzten Möglichkeiten nie wirkliche Topstars verpflichten. Häufig holte man daher B-Western-Stars wie Bill Cody, Bob Steele, Tom Keene, Tim McCoy, Tex Ritter, Jack Randall, John King, Wild Bill Elliott und Buck Jones. Auch John Wayne drehte in den 1930er-Jahren vor seinem großen Durchbruch mehrere B-Western bei Monogram. Neben Wayne waren auch zukünftige Stars wie Preston Foster, Randolph Scott, Ginger Rogers, Alan Ladd und Robert Mitchum vor ihrem Durchbruch bei Monogram zu finden. Monogram setzte ebenfalls auf jugendliche Darsteller, darunter Frankie Darro sowie das jugendliche Leinwandpaar Marcia Mae Jones und Jackie Moran, die in mehreren ländlichen Familienfilmen gemeinsam auftraten.
Im Gegensatz dazu drehten auch viele Altstars, deren Karrieren längst den Zenit überschritten hatten, bei Monogram. Zu diesen zählten unter anderem Edmund Lowe, Bela Lugosi, Boris Karloff, John Boles, Kay Francis, Johnny Mack Brown, Richard Cromwell, Simone Simon und Harry Langdon.

### Lokalitäten von Monogram
Das Studio von Monogram befindet sich am 4401 W. Sunset Boulevard in Hollywood. Eine weitere Movie Ranch, auf der vor allem die Western gedreht wurden, befand sich nahe Newhall in Kalifornien. Später kaufte Gene Autry die Ranch und benannte sie nach einem seiner Filme in Melody Ranch um.

## Allied Artists
Mitte der 1940er-Jahre schien sich die Zeit der B-Movies dem Ende zuzuneigen. Daher gründete Monogram mit Allied Artists eine neue Unterabteilung des Studios, die nun auch teurere Filme produzieren sollte. 1946 produzierte Monogram daher den aufwendigen Film Der Todesreifen unter Regie von Frank Tuttle. Der Name Monogram stand jedoch in der Öffentlichkeit weiterhin für Billigproduktionen und hatte ein eher schlechtes Image. Daher wurden diese teureren Filme, beginnend mit Ein Leben wie ein Millionär (1947), unter dem neuen Produktionsfirmen-Namen Allied Artists vertrieben. 1953 erfolgte die Umbenennung des gesamten Studios in Allied Artists. Das Studio blieb dasselbe, während man nun teurere Filme produzierte. Wenige der alten B-Movie-Filmreihen wurden noch für kurze Zeit fortgesetzt, ehe auch diese eingestellt wurden.
Ein einflussreicher Name bei Monogram Pictures bzw. Allied Artists war spätestens ab den 1950er-Jahren der Produzent Walter Mirisch. Er lotste unter anderem die Regiestars Billy Wilder und William Wyler sowie den Filmstar Gary Cooper zu Allied. Während Wilders Ariane – Liebe am Nachmittag wenig Erfolg hatte, holte Wyler mit Lockende Versuchung hohe Einnahmen an den Kinokassen, außerdem sechs Oscar-Nominierungen und die Goldene Palme in Cannes. Schon Ende der 1950er-Jahre kehrte Allied allerdings wieder zunehmend zu B-Movies zurück. In den 1960er-Jahren spezialisierte sich Allied auf den Vertrieb ausländischer Filmproduktionen in Amerika, eigene Filme wurden nur noch selten gedreht.  Nach Ende des klassischen Studiosystems produzierte Allied dann noch die Erfolgsfilme Cabaret (1972) und Papillon (1973).
In der Folge hatte man jedoch eine Reihe von Flops an den Kinokassen. Diese finanziellen Fehlschläge führten Ende der 1970er-Jahre in den Bankrott und bedeuteten das Ende für das Filmstudio. Als Nachfolger existiert heute die Unterhaltungsfirma Allied Artists International, die ihren Sitz in Los Angeles hat.

## Interstate Television Corporation
Zeitweise hatte Monogram einen eigenen Fernsehkanal unter dem Namen Interstate Television Corporation, der später in Allied Artists Television umbenannt wurde. Hier liefen meistens die alten Monogram-Filme, aber auch Nicht-Monogram-Produktionen wie zum Beispiel die Kleinen Strolche von Produzent Hal Roach.

## Rezeption
Jean-Luc Godard widmete den Monogram Studios im Vorspann seinen Filmklassiker Außer Atem (1960). In einem Interview erläuterte Godard seine Widmung an das Low-Budget-Studio: „Ich habe das gemacht, um zu beweisen, dass man Filme machen kann, die sowohl interessant als auch billig sind. In Amerika gilt ein billiger Film als nicht interessant, und ich sagte: "Warum nicht?". Es gibt tatsächlich viele amerikanische Regisseure, die B- und C-Filme machen, die sehr interessant sind.“